# Dwór Emila Zegadłowicza w Gorzeniu Górnym
Dwór Emila Zegadłowicza w Gorzeniu Górnym – dwór letniskowy z XIX wieku w Gorzeniu Górnym w powiecie wadowickim, wpisany do rejestru zabytków nieruchomych województwa małopolskiego. Należał do Emila Zegadłowicza i jego ojca Tytusa.

## Historia
Dwór w Gorzeniu Górnym nabył Tytus Zegadłowicz, ojciec Emila w 1873 r.
11 września 1939 roku w dworze zamieszkali niemieccy żołnierze i zniszczyli ogród. Niemcy splądrowali dwór i wywieźli z niego kolekcję sztuki.  Po wojnie rodzina odzyskała posiadłość. Opiekowała się nią młodsza z córek Emila, Atessa. W dworze zorganizowano muzeum. Od ok. 2017 r. placówka nie funkcjonuje, a sam dwór stoi pusty i niszczeje.

## Galeria

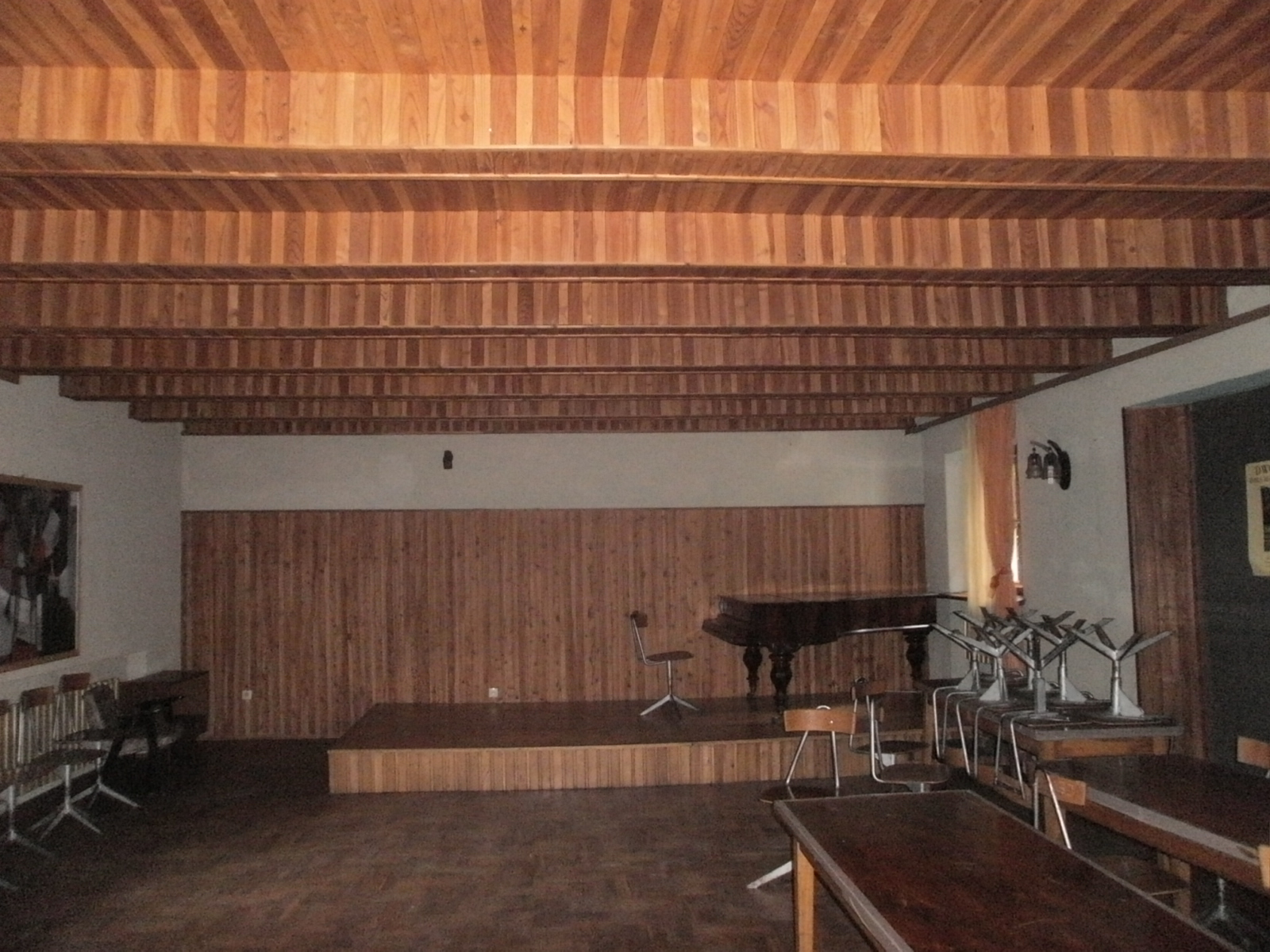
Sala koncertowa
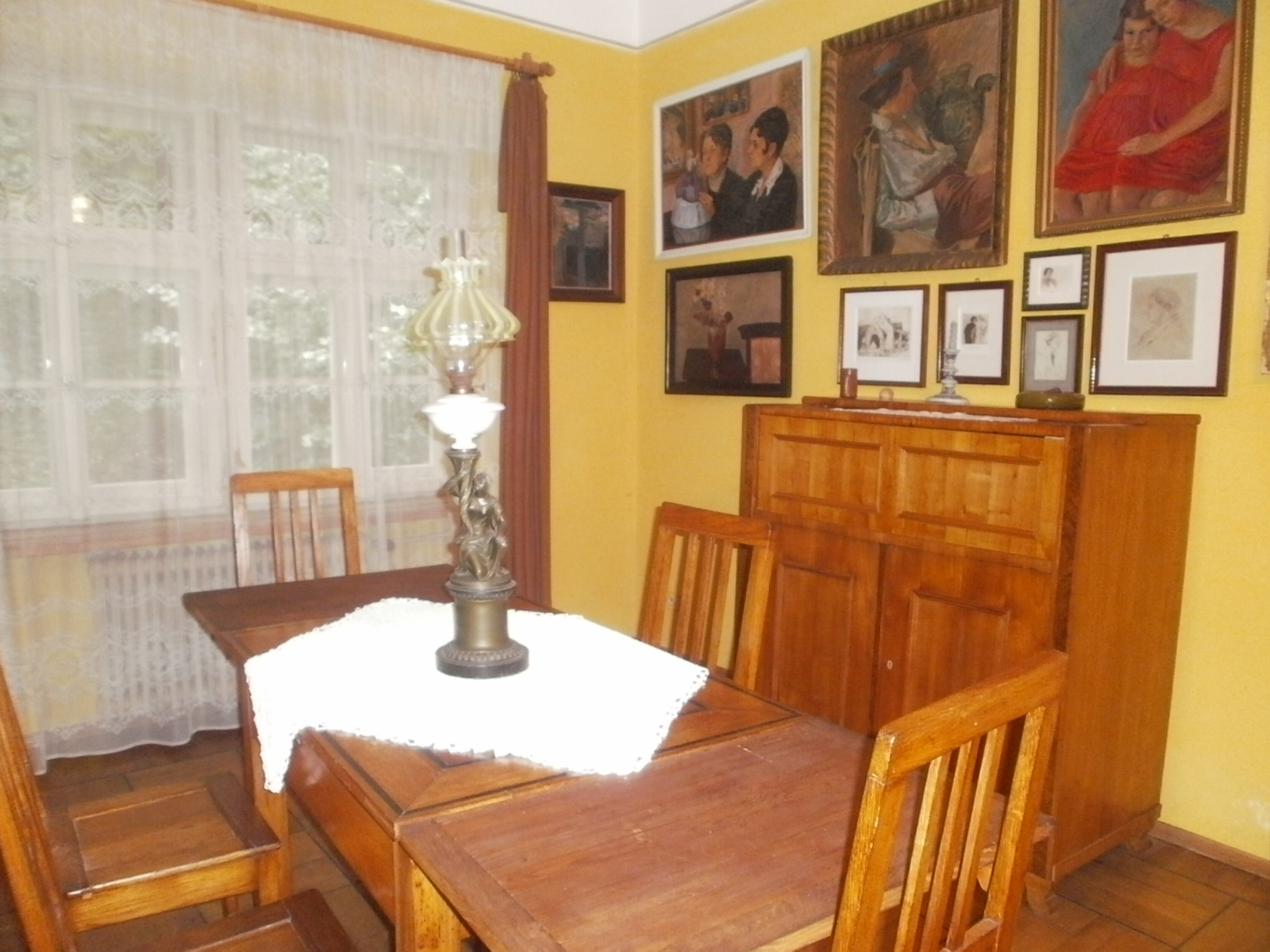
Wnętrze salonu
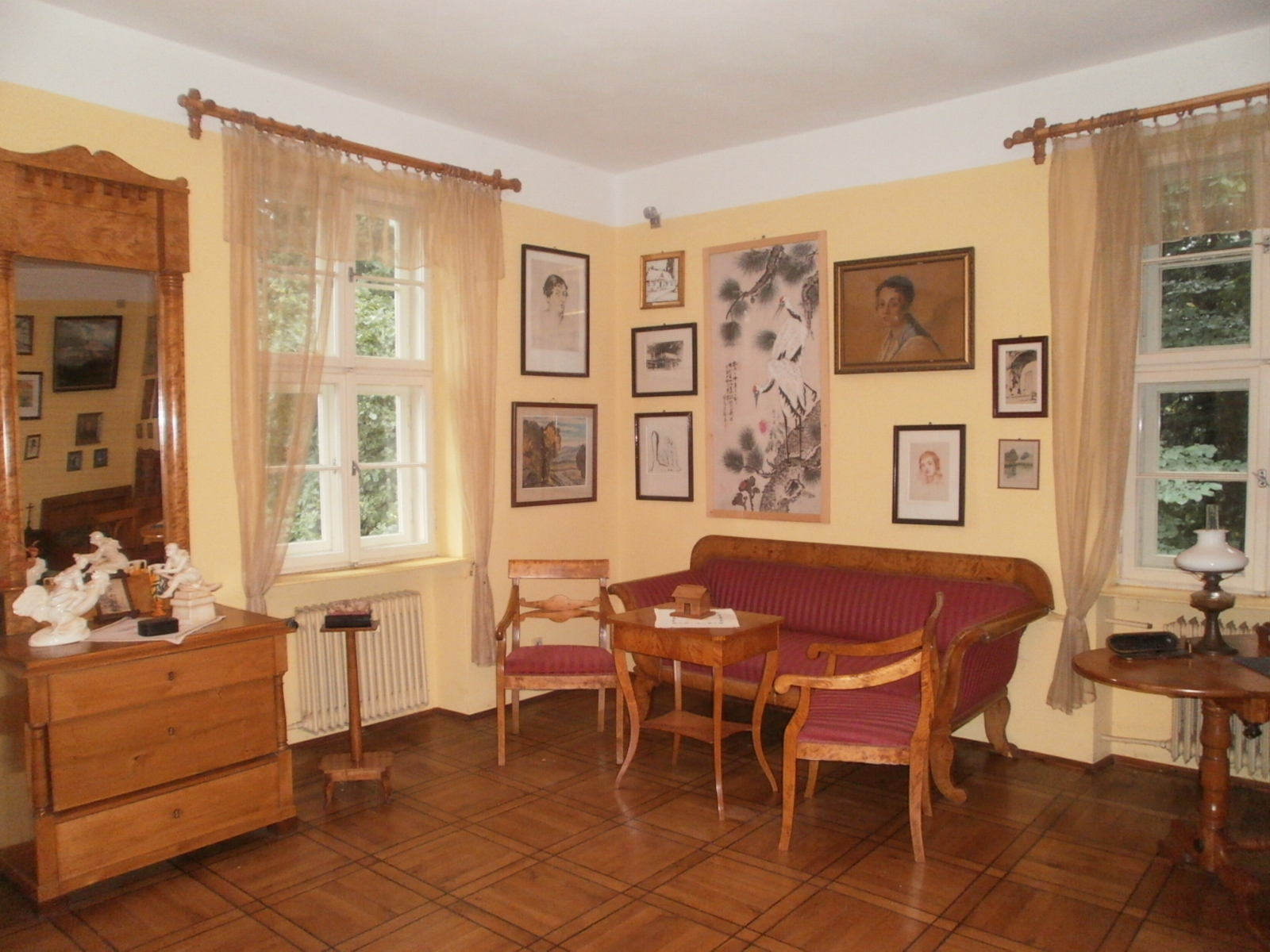
Wnętrze salonu
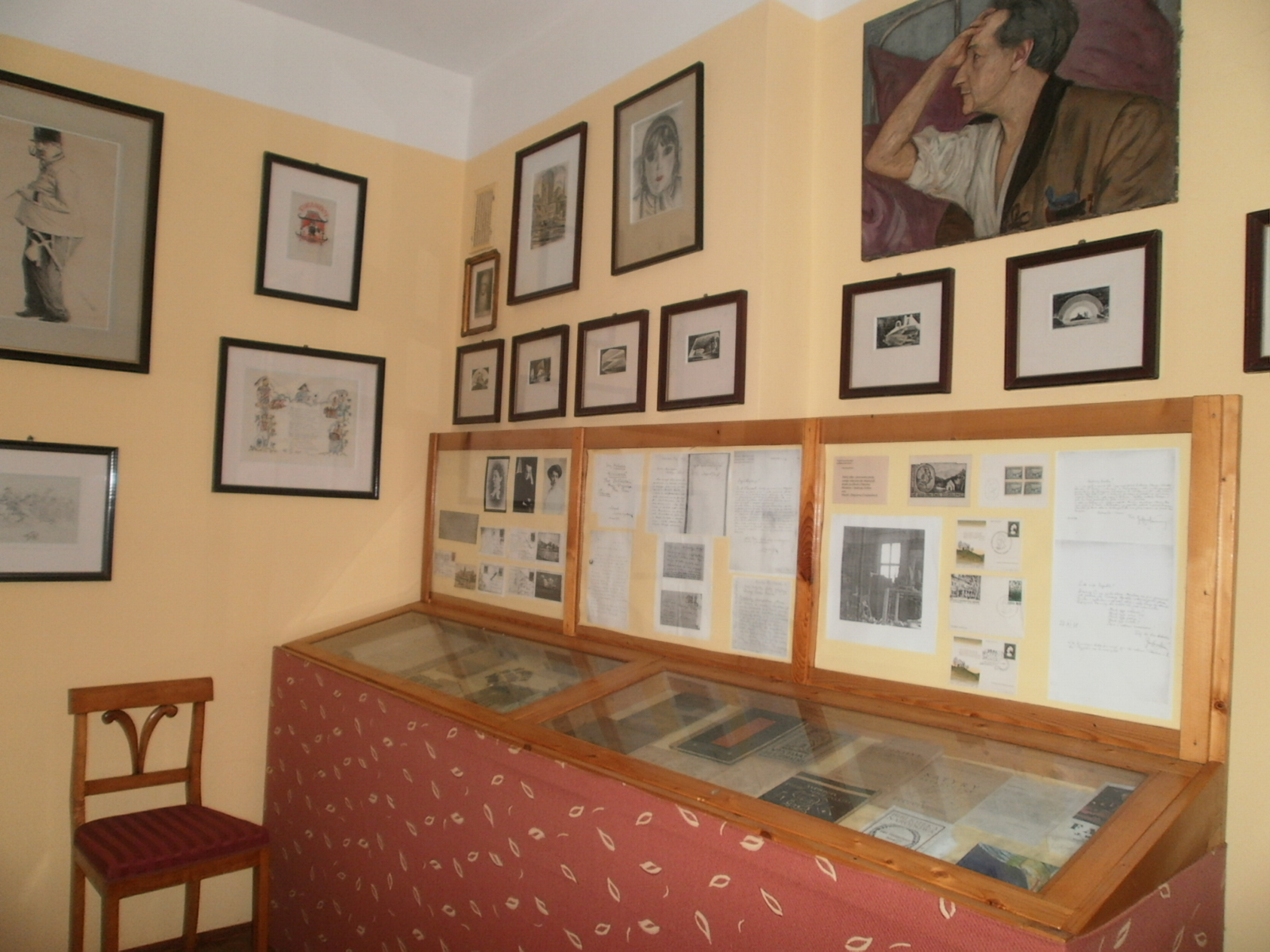
Fragment kolekcji muzealnej
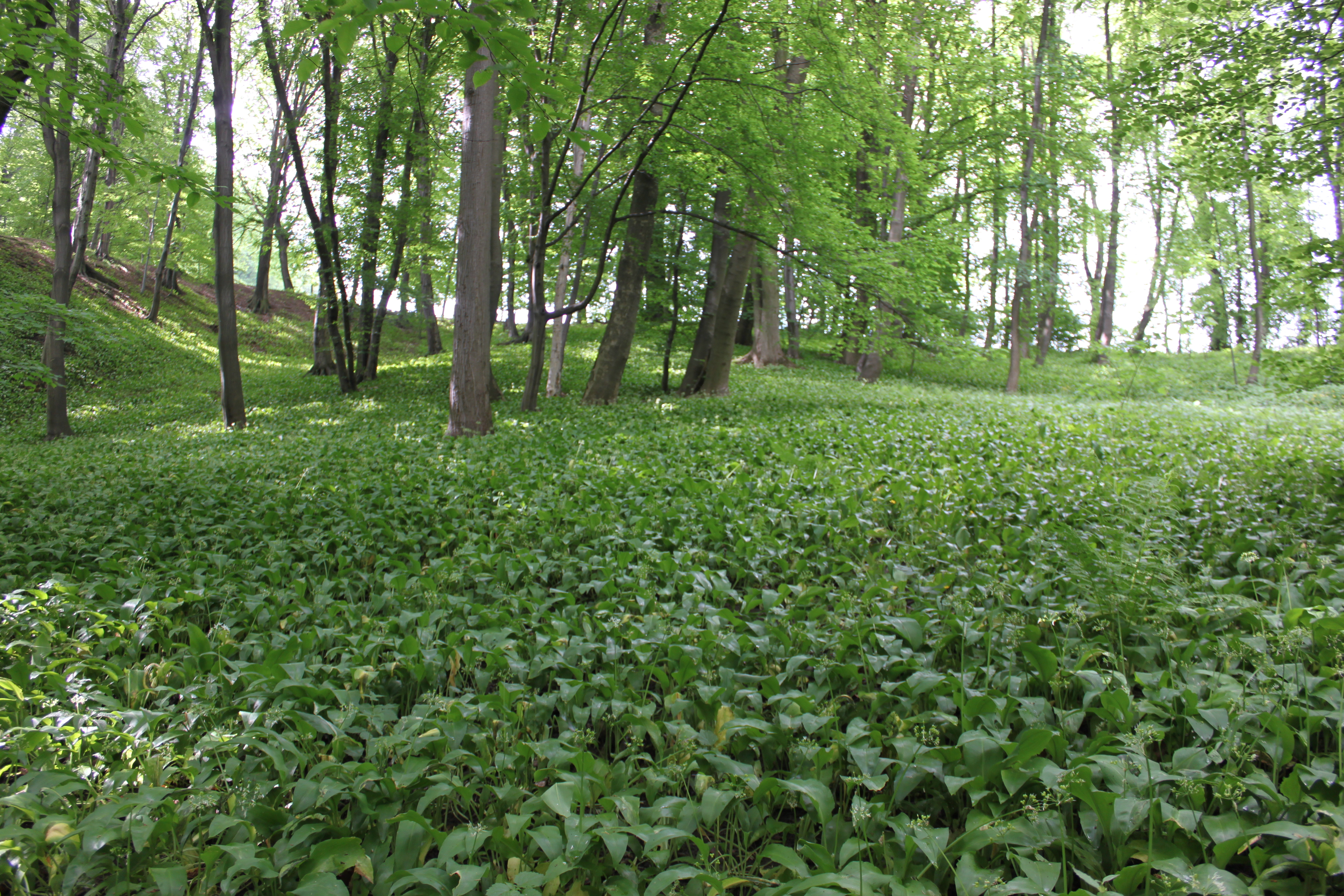
Park dworski
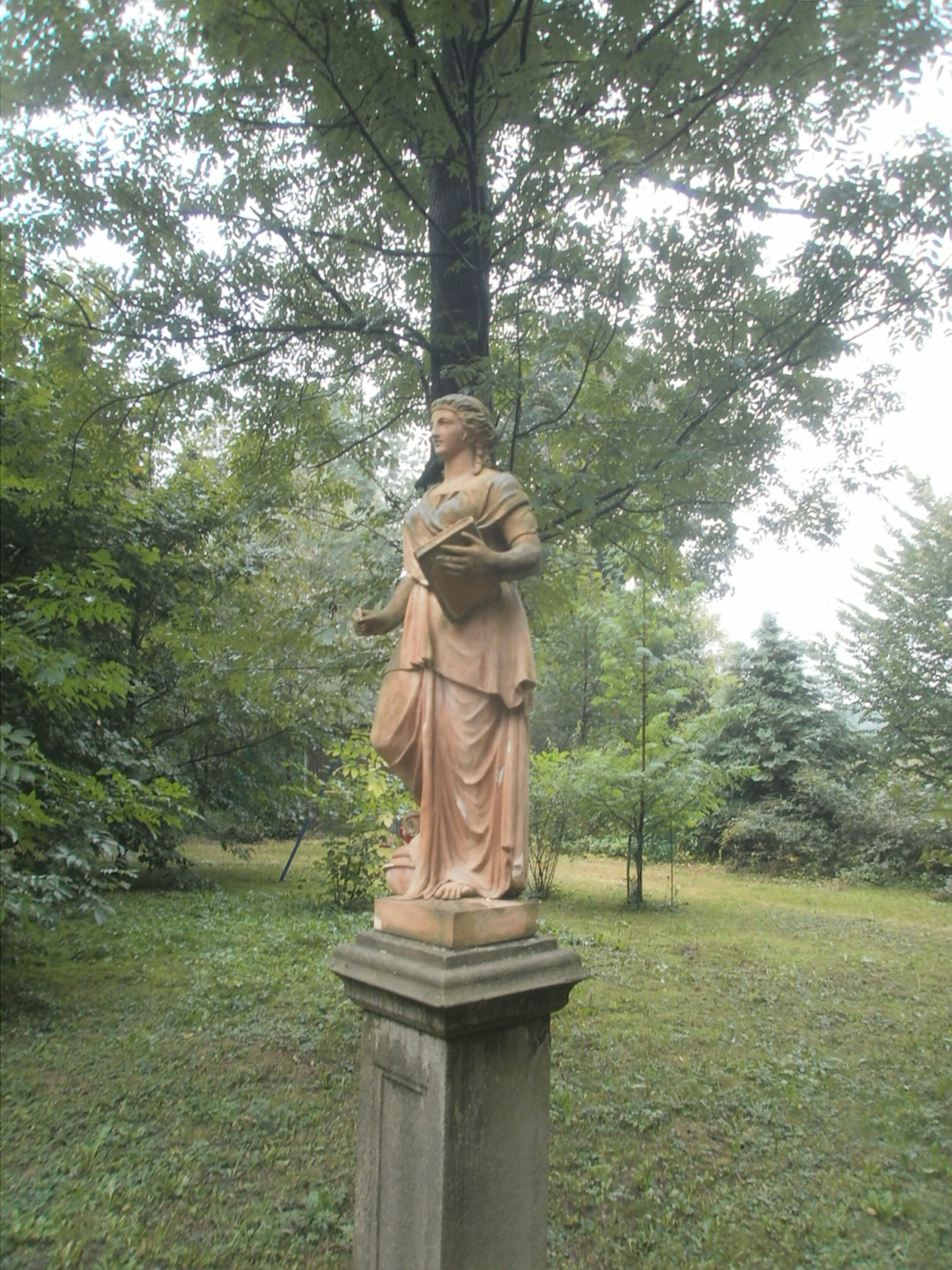
Statua w parku